# Charles Mellin
Pour les articles homonymes, voir Mellin.
Charles Mellin, né vers 1597 à Nancy, et mort le 21 septembre 1649 à Rome, est un peintre lorrain, à fresque et à l'huile, graveur et dessinateur.

## Biographie
Charles Mellin arrive à Rome vers 1617 et y travaille avec Simon Vouet. Il voyage à Naples (où de trouvent au moins deux tableaux), mais à Rome, il est Carlo Lorenese, Charles Lorrain, tout comme son ami Claude Gellée. Il y côtoie Jacques Stella avant de fréquenter le cavalier d'Arpin et Le Dominiquin. Peu étudié jusqu'à une date récente, il a vu nombre de ses peintures attribuées à d'autres artistes, dont Nicolas Poussin.
Il reste à Rome après le retour en France de Simon Vouet en 1627. De 1627 à 1631, il réside au palazzo Muti (aujourd'hui Muti Papazzurri - Balestra), où il enseigne la peinture à Giovanni Battista et Prospero Muti, d'une famille proche des Barberini dont l'un est pape, Urbain VIII, occasion d'accroître considérablement sa fortune. Il est enterré dans l'église Saint-Nicolas-des-Lorrains à Rome.

## Œuvre
Très vite il est sollicité pour de grand décors. À la Trinité-des-Monts, où il peint un Saint François de Paule, à Saint-Louis-des-Français, on le réclame pour la chapelle de la vierge. À l'abbaye du Mont-Cassin, il est chargé d'une grande partie du décor de la voûte, détruit en 1944.
Pourtant connu, cité et gravé de son temps, il sombre dans l'oubli. Beaucoup de ses tableaux sont perdus et souvent l'on attribue ses œuvres à Nicolas Poussin, ou à Guido Reni,La confusion avec d'autres peintres est d'autant plus grande qu'à l'époque nombre de collectionneurs peu scrupuleux faisaient porter la signature prestigieuse de Nicolas Poussin à des toiles qu'ils avaient commandées à Charles Mellin. D'autres, comme les Muti, famille d'aristocrates romains, signaient de leur propre nom les œuvres réalisées par Mellin, avant de les offrir au pape en signe de flatterie. Si l'on ajoute que Charles Mellin se faisait appeler Charles le Lorrain (Carlo Lorenese), au risque de se voir confondre avec le fameux Claude Gellée (Claudio Lorenese) du même pseudonyme.[réf. nécessaire] Concernant ses relations avec les Muti, voir Yuri Primarosa, article publié en 2010 dans Storia dell’arte n°127, Giovanni Battista Muti Papazzurri e Charles Mellin: un « nobile dilettante » e un pittore lorenese alla Corte dei Barberini ( … un « noble dilettante » et un peintre lorrain à la Cour des Barberini), avec photographies (pages 41 à 92), accessible sur internet.

### Collections publiques
En France
- Caen, abbaye aux Hommes : La Lapidation de saint Étienne, huile sur toile
- Compiègne, château de Compiègne : Saint Barthélemy, huile sur toile
- Nancy, musée Lorrain :
  - Saint François de Paule, huile sur toile
  - Le Sacrifice d’Abel, huile sur toile
- Nantes, musée d'Arts de Nantes : Saint Étienne, huile sur toile, 60,7 × 48,5 cm
- Paris, musée du Louvre : La Charité romaine, huile sur toile, 96 × 73 cm[2]
- Paris, Beaux-Arts de Paris : Présentation au temple, plume, encre brune, lavis brun et trace de sanguine. H. 0,216 ; L. 0,157 m[4]. Autre Présentation au temple, plume, encre brune et lavis brun. H. 0,213 ; L. 0,154 m[5]. Ces deux dessins témoignent des travaux de recherche de Mellin pour une composition peinte en 1643 représentant le même thème, dont il ne reste la trace que dans une estampe, une aquatinte de Francesco Rosaspina datée de 1784. L'artiste consigne d'abord rapidement son idée de composition puis la clarifie sur une deuxième feuille[6].
- Rouen, musée des beaux-arts : Saint François de Paule recevant la bénédiction de Sixte IV, huile sur toile, 75 × 98 cm
- Valenciennes, musée des beaux-arts : Saint Étienne en prière, huile sur toile, 141 × 104,5 cm

En Italie à Rome
- Galerie nationale d'Art ancien (Rome),
- Chiesa di San Luigi dei Francesi (église Saint-Louis-des-Français). Cappella dell’Immacolata Concezione ou Cappella della Vergine (Chapelle de l’Immaculée conception ou Chapelle de la Vierge), quatrième à gauche. Mur droit : Annunciazione e Visitazione di Maria ad Elisabetta – Annonciation et Visitation de Marie à Élisabeth. Voûte, fresques : Au centre : Incoronazione della Vergine – Couronnement de la Vierge, au-dessus du mur droit : La Visitazione – La Visitation. Au-dessus du mur gauche : Presentazione di Gesù al tempio – Présentation de Jésus au Temple. Ces œuvres ont été endommagées par une restauration, jugée mauvaise voire désastreuse de Giuseppe Manno au XIXe (plusieurs peintres ont ce patronyme).
- Galerie nationale d'art ancien (Rome) Basilica di Santa Maria in Aracoeli (Basilique Sainte-Marie-de-l’Autel-du-Ciel). Cappella di Sant’Antonio da Padova (Chapelle Saint Antoine de Padoue, dite aussi Albertoni), troisième à gauche, sur les murs latéraux, avec restauration partielle, deux fresques sur Il miracolo dell’asina – Le miracle de l’Ânesse. Se réfère à l’un des miracles de saint-Antoine de Padoue. Une ânesse se serait agenouillée devant une hostie face à un homme qui n’en reconnaissait pas le caractère saint. Selon le site roma.mysupersite.it/chiesediroma/rionecampiteli/aracoeli. Les autres sources ne précisent pas que les deux fresques des deux murs lui reviennent, certains n’indiquant que le mur droit. La chapelle est patronnée par plusieurs familles romaines dont la famille Muti, ce qui peut expliquer le choix de Mellin. Chapelle en restauration en 2019-20.
- Couvent de la Très-Sainte-Trinité-des-Monts (Convento della Santissima Trinità al Monte Pincio ou dei Monti). Cloître : Un plafond, sans titre (fig. 7 de l’article de THUILLIER Jacques : Les dernières années de François Perrier (1646-49). Revue de l’Art, 1993, n° 99, pages 2 à 28. sur le peintre).
- 'Palazzo Barberini – Gallerie Nazionali di Arte Antica di Roma. Narciso alla fonte – Narcisse à la source, huile sur toile, cm. 72 x 75. Inv. 1738. La Pace e le arti – La Paix et les arts, ou Allegoria della Pace, Pittura, Poesia, e Musica – Allégorie de la Paix, de la Peinture, de la Poésie et de la Musique, 1627. Huile sur toile, cm. 350 x 254. Inv. 2329. Dans le catalogue, figure au nom de Muti Prospero o Marcantonio, élèves de Charles Mellin, qui y ont collaboré (voir étude de Yuri Primarosa citée, fig. 22 et 25, p. 65, mais celui-ci indique "Prospero"). ePapa Urbano I in gloria – Le pape Urbain Ier en gloire, appelé dans l’étude de Primarosa Apoteosi di sant’Urbano I – Apothéose de Saint Urbain Ier. Entre 1627 et 1630. Huile sur toile, cm. 248 x 190. Inv. 2558. Dans le catalogue, figure au nom de Muti Giovanni Battista (il Cavaliere Muti) – Même référence Primarosa, fig. 32, p. 67. Saint Urbain Ier, pape du IIIe siècle.
- Palazzo Muti Papazzurri – Balestra (autorisation exceptionnelle de visite). Les fresques (1627-32), se trouvent dans des locaux privés. L'étude mentionnée de Yuri Primarosa  établit clairement la paternité d’œuvres de Charles Mellin, fresques du palais, tableaux et dessins dont la redécouverte a suscité polémique. Des traces d’inspirations de Simon Vouet, de Poussin et même de Raphaël sont citées. Galleria: Il Carro di Venere guidato da Amor – Le Char de Vénus conduit par Amour, fig. 8, p. 49, dans un cadre octogonal plus haut que large qui aurait été le moins altéré par la rénovation des peintures faite en 1719. Semble avoir été tronqué. Salone della Fama: Plafond représentant la renommée (Fama) dans un ciel parsemé d’hirondelles, avec sur les côtés de fausses sculptures monochromes (fig. 12, p. 53). Salone di Marco Curzio: Plafond représentant Marco Curzio sur un cheval cabré (fig. 14). Marco Curzio, personnage légendaire du IVe siècle av. J.-C., aurait sauvé Rome en se précipitant à cheval dans une faille menaçant d’engloutir la ville en -362. Stanza dei putti: Dans une pièce, un plafond en trompe l’œil représente un ciel parcouru d’hirondelles à une extrémité, un Cupidon à côté d’un petit amour ou chérubin (amorino), regardent vers le bas l’observateur par-dessus une balustrade, (fig. 20, p. 60).

À Porto Rico
- Ponce, musée d'art : L'Assomption de la vierge, vers 1630, huile sur toile

Au Royaume-Uni
- Édimbourg, National Gallery of Scotland : Portrait de Giovanni Stefano Siri, huile sur toile

### Collections privées
- Apollon, huile sur toile, 400 × 269 cm[1]

Œuvres de Charles Mellin
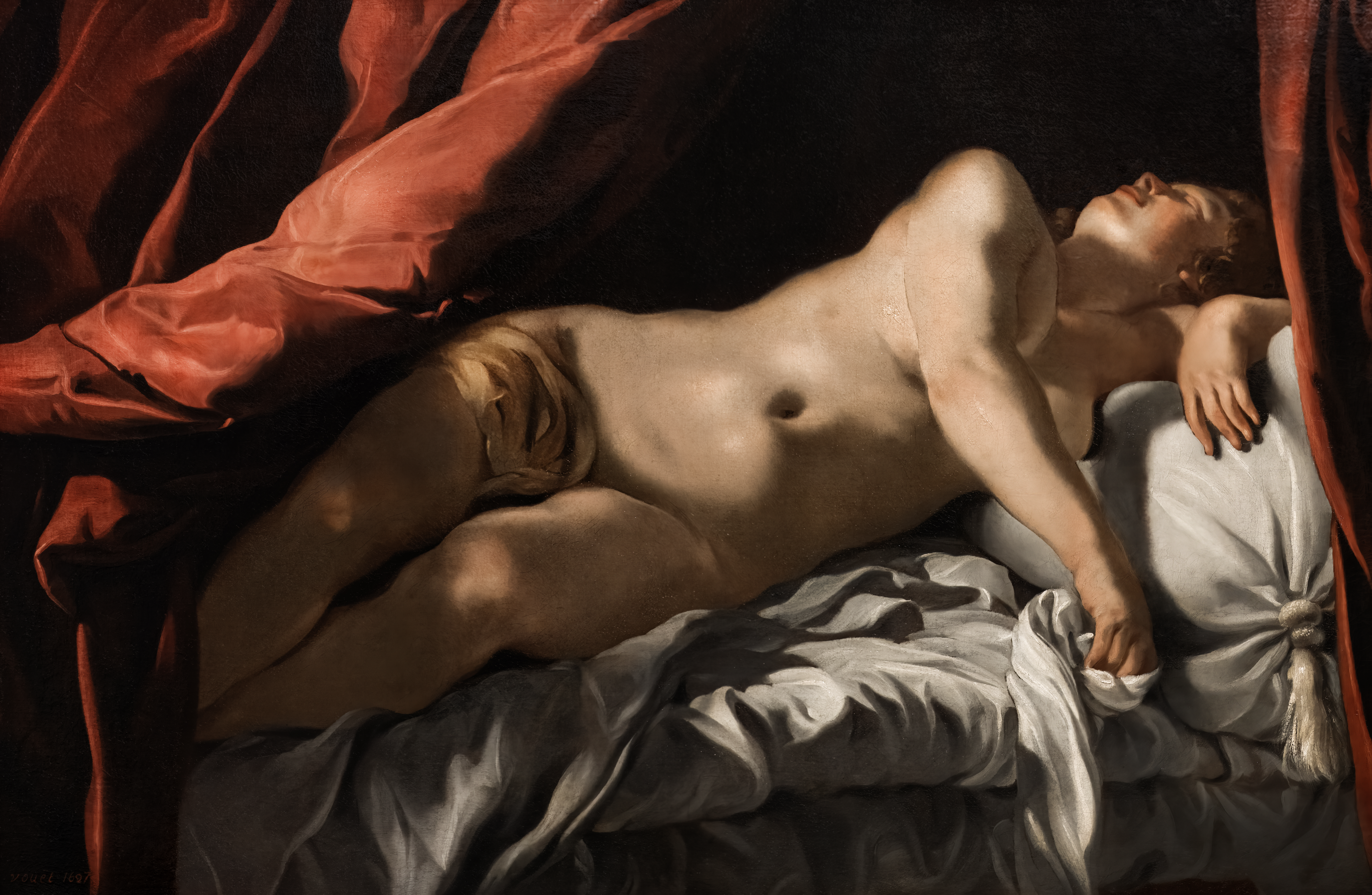
Femme nue allongée 1627 - Musée de Cahors Henri-Martin
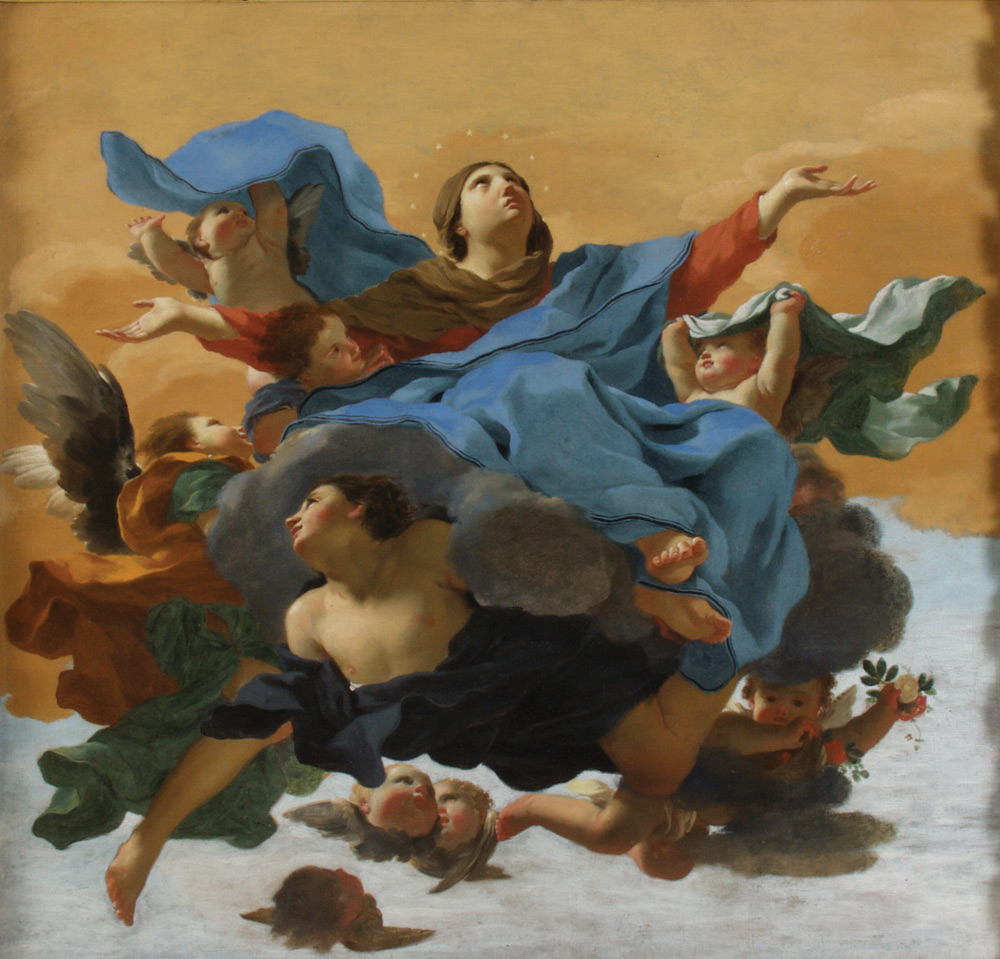
L'Assomption de la vierge (vers 1630), musée d'art de Ponce.
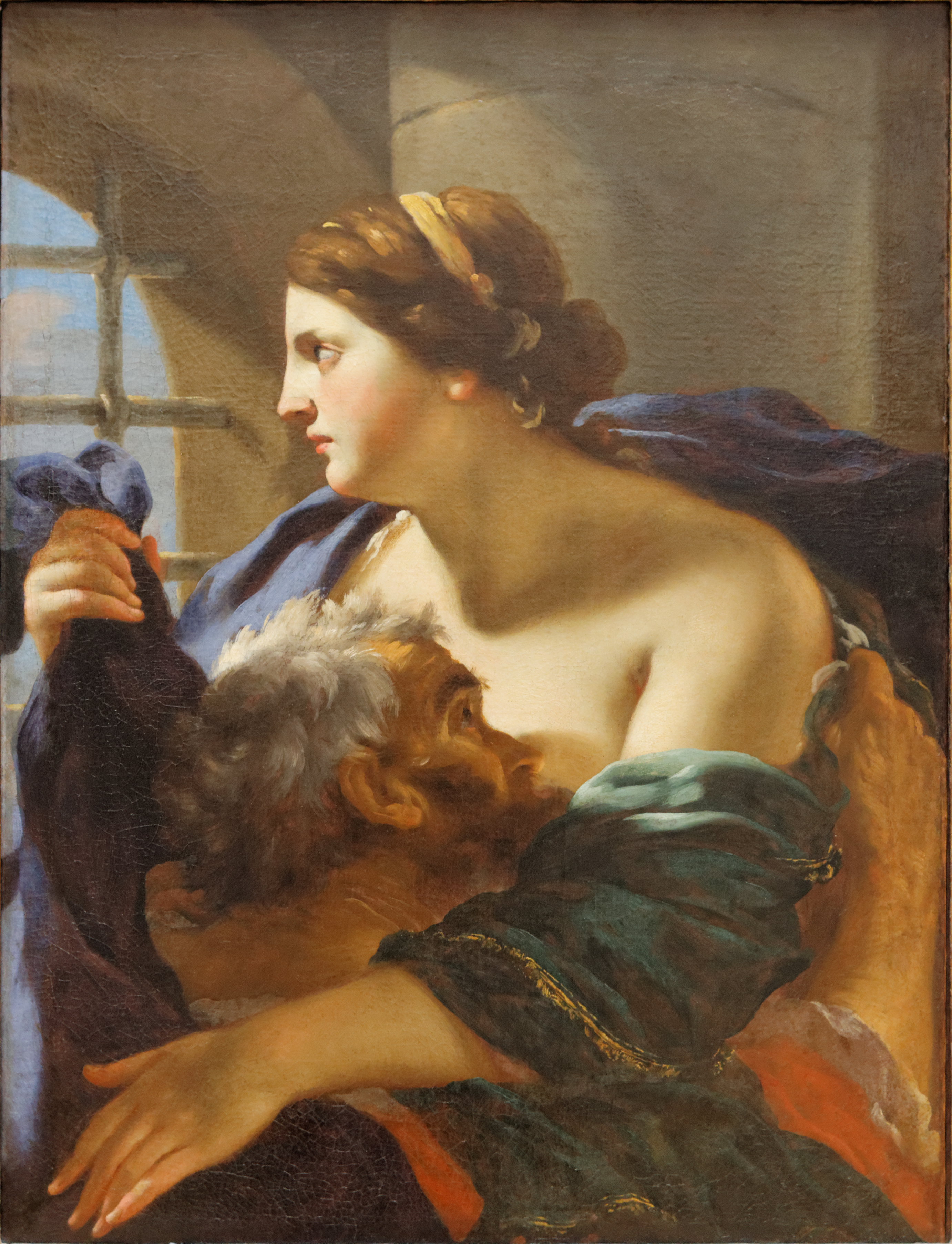
Charité romaine, Paris, musée du Louvre.
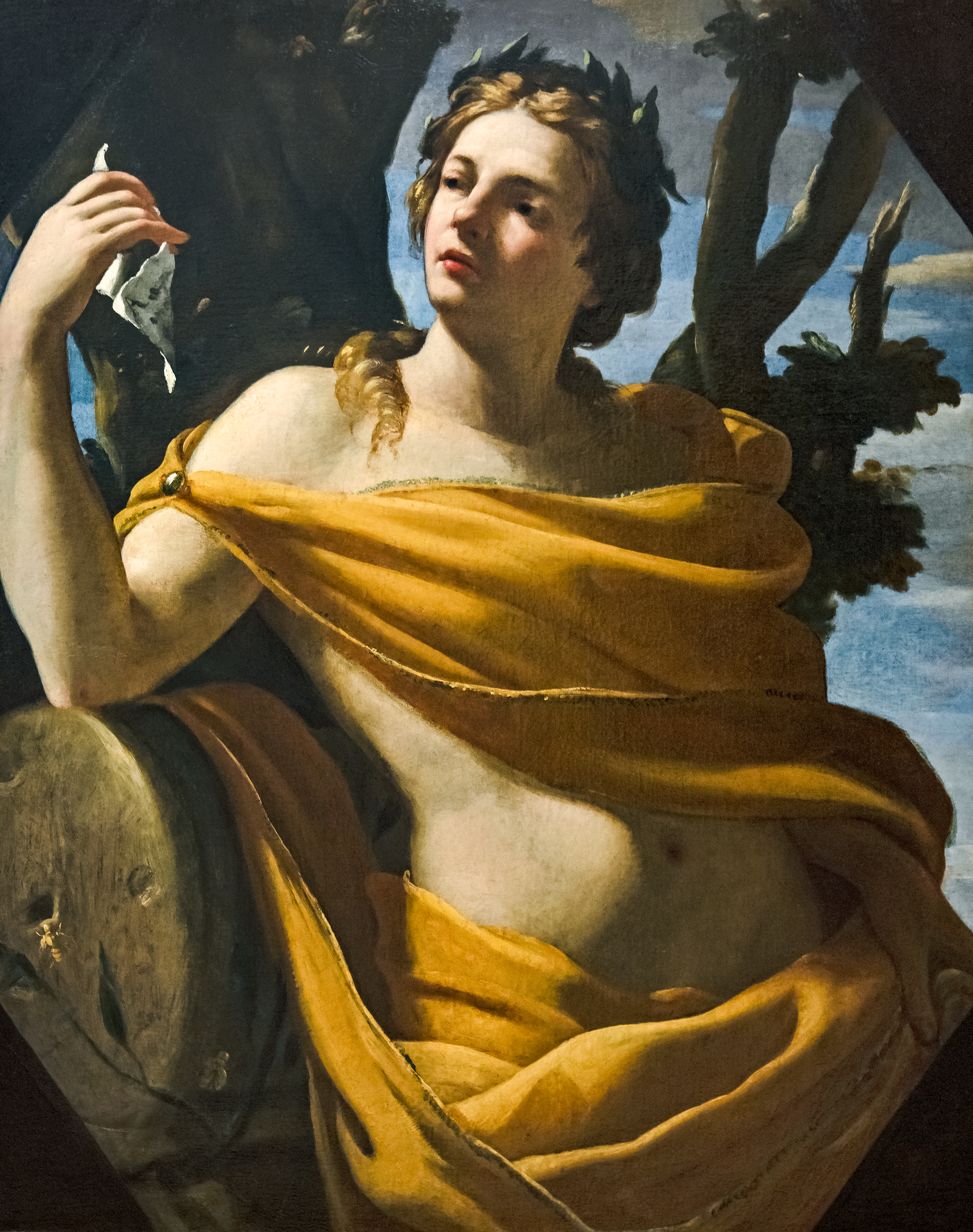
Apollon, Collection Motais de Narbonne.
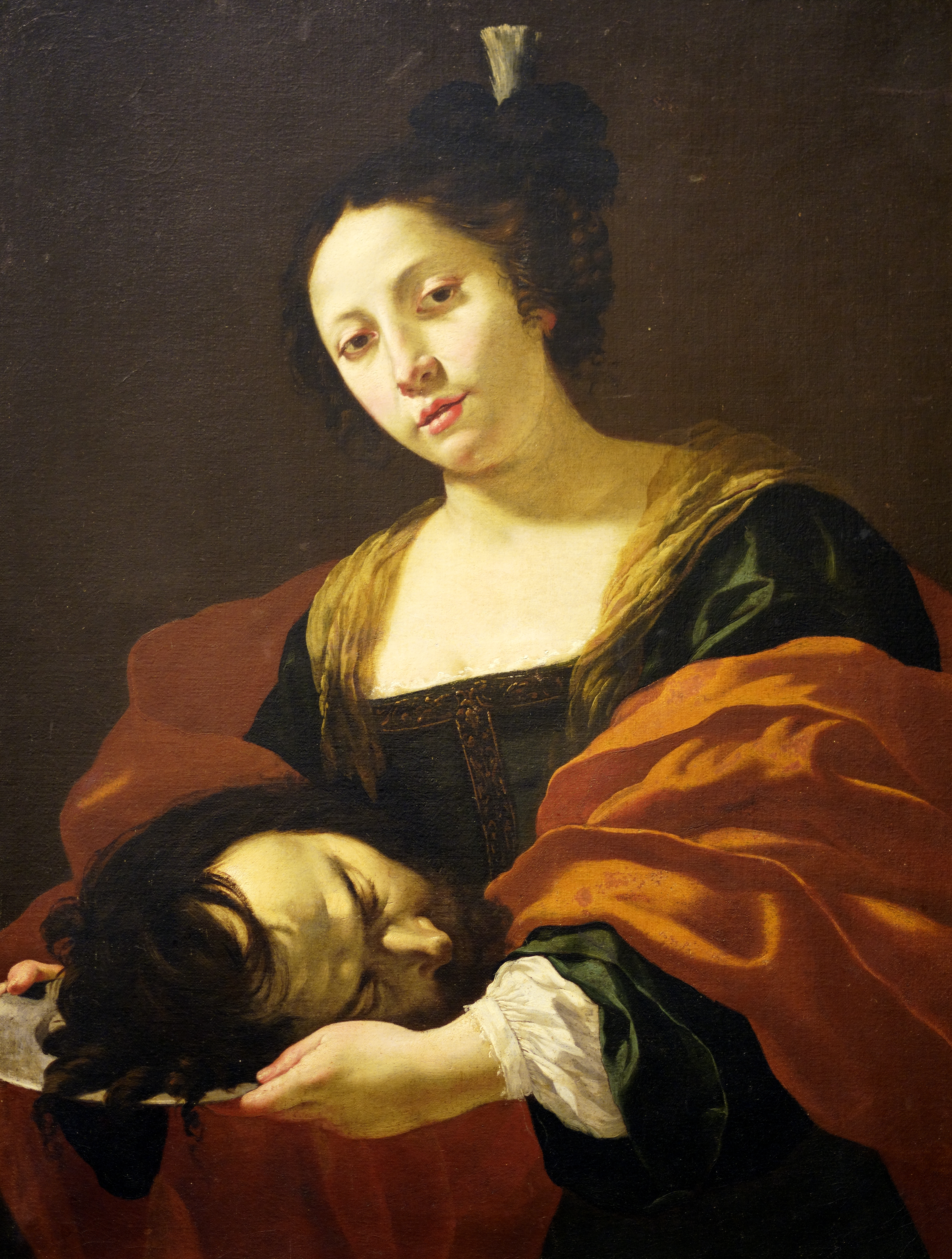
Salomé et la tête de Jean Baptiste, tableau de Charles Mellin conservé au musée de Capodimonte à Naples.